# ヒメニラ
ヒメニラ（姫韮、学名：Allium monanthum）は、ヒガンバナ科ネギ属の繊細な多年草。別名、ヒメアマナ、ヒメビル。
草全体にニラに似た弱い臭いがある。地上部は3 - 4月に出現し、約3週間で地上部の葉、花茎は枯れて姿を消す、典型的なスプリング・エフェメラル。

## 特徴
地下の鱗茎は球形で、長さ6 - 10ミリメートル（mm）になる。春に、葉が花茎の基部から1 - 2個が根出状に出る。葉は、長さ10 - 20センチメートル（cm）、幅3 - 8 mmになり、線形から広線状倒披針形で、先端は鈍くとがり基部は次第に狭まり、9-13脈があり、断面は三日月形で中は中実、質は厚いがやわらかい。
花期は4 - 5月。長さ5 - 10 cmで細い花茎上に1個、ときに2 - 3個の花を上向きにつける。花の基部に卵状膜質の総苞が1個あり、裂けない。花被片は離生し、外花被片が3個、内花被片が3個の計6個があって鐘形になり、白色または微紅色、長楕円形で長さ4 - 5 mmになる。雄株、雌株、両性株がある。雄花は、花被片の先端が鈍頭またはやや凹頭になり、雄蕊は6個あり、小型の雌蕊があるが結実しない。雌花は、花被片がやや鋭頭になり、雄蕊はなく、花柱の先は3裂する。花後、球形の蒴果となる。まれに両性花がみられる。

## 分布と生育環境
日本では、北海道、本州、四国、九州に分布し、湿り気の多いやや傾斜した崖地、山野の湿地、田畑の土手などに生育する。世界では朝鮮半島、中国大陸（東北部）、ウスリーに分布する。
分布域はやや狭く、稀に見ることができる植物であるが、生育地での個体数はやや多い。しかし、国（環境省）では絶滅危惧種としての選定はしていないものの、関東地方以西の17都県では、絶滅種あるいは広義の絶滅危惧種に指定している。

## 名前の由来
和名ヒメニラは、「姫韮」の意で、「小型のニラ（韮）」の意味である。
種小名（種形容語）monanthum は、「一花の」の意味。

## 利用
朝鮮料理によく用いられる。鱗茎ごと1本ずつていねいに掘り起こし、きれいに水洗いし、ひげ根をとり除いたものを、かき揚げの具や麺類の薬味にする。ニラより刺激性が強く、葉質が繊細で軟らかい。珍味とされる。

## ギャラリー
- 雄花。花被片の中の黄色いのは雄蕊の葯。
- 雌花。花被片の先に、わずかに白い花柱がみえる。
- 雌花。葉は花茎より長い。
- 全姿。